# Sự kiện máy bay bí ẩn ở Sioux City
Vào đêm ngày 20 tháng 1 năm 1951, nhiều người đã trình báo về một chiếc máy bay cánh thẳng hình điếu xì gà không xác định được trên bầu trời Sioux City, Iowa nước Mỹ.  Đến ngày 22 tháng 1 cùng năm, các tờ báo trên khắp cả nước đều đưa tin dồn dập. Vụ việc vẫn tiếp tục được thảo luận trong thế kỷ 21.

## Diễn biến vụ việc

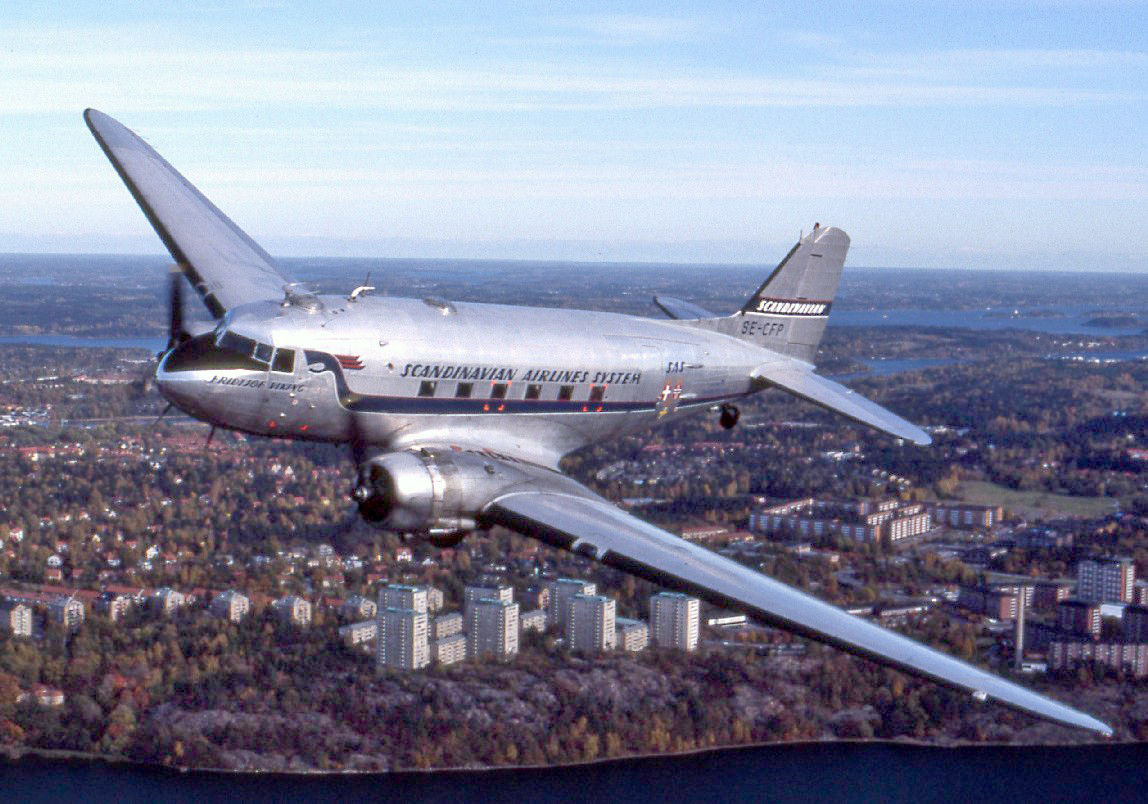
Một chiếc DC-3 bay vào ban ngày, có khả năng chở tới 32 hành khách. Vinther và Bachmeier lái chiếc DC-3 vào đêm ngày 20 tháng 1.

Ngay sau 8 giờ 30 phút tối, tháp kiểm soát không lưu Sioux City phát hiện một ánh sáng màu đỏ không xác định và ước tính độ cao của nó là 8.000 feet.   Cơ trưởng Larry W. Vinther, đang lái chiếc DC-3 của hãng Mid-Continent Airlines bay đến Omaha, đã cất cánh và leo lên độ cao 4.000 feet trong nỗ lực nhận dạng chiếc máy bay bí ẩn này.  Sau khi nhìn thấy chiếc máy bay bí ẩn nhấp nháy đèn, Vinter nói vào bộ đàm, yêu cầu phi công của chiếc máy bay không xác định nhấp nháy đèn lần nữa; Vinter thuật lại là ánh đèn nhấp nháy lần thứ hai.
Vinther có thể nhìn thấy chiếc máy bay này có "thân máy bay giống như một chiếc B-29" nhưng ước tính nó "lớn hoặc bằng một nửa" so với một chiếc B-29.   Vinter cho biết khi quan sát hình bóng của chiếc máy bay trên nền trời đầy ánh trăng, ông không thể nhìn rõ chi tiết nhưng có thể nói rằng mép trước của cánh nó "tuyệt đối thẳng".  Vinter nói: "Chúng tôi luôn nghĩ rằng cánh xuôi về phía sau là cần thiết nhưng có vẻ như ai đó đã nghĩ ra thứ gì đó mới mẻ" Phi công phụ Jim Bachmeier đã chứng thực vụ chứng kiến này. Chiếc máy bay không xác định được danh tính được cho là đã đi qua phía dưới máy bay của Vinther và tiếp tục di chuyển cho đến khi khuất tầm nhìn. Họ không hề quan sát thấy chiếc máy bay đang di chuyển với tốc độ "siêu tốc".
Vinter nói với báo chí rằng "Ngay sau khi tôi quay đầu lại để nhìn nó đi qua, nó lại bay cách chúng tôi khoảng 200 feet - và đi cùng hướng với chúng tôi... Bạn không thể quay máy bay bình thường nhanh như vậy được!"

## Công khai và di sản

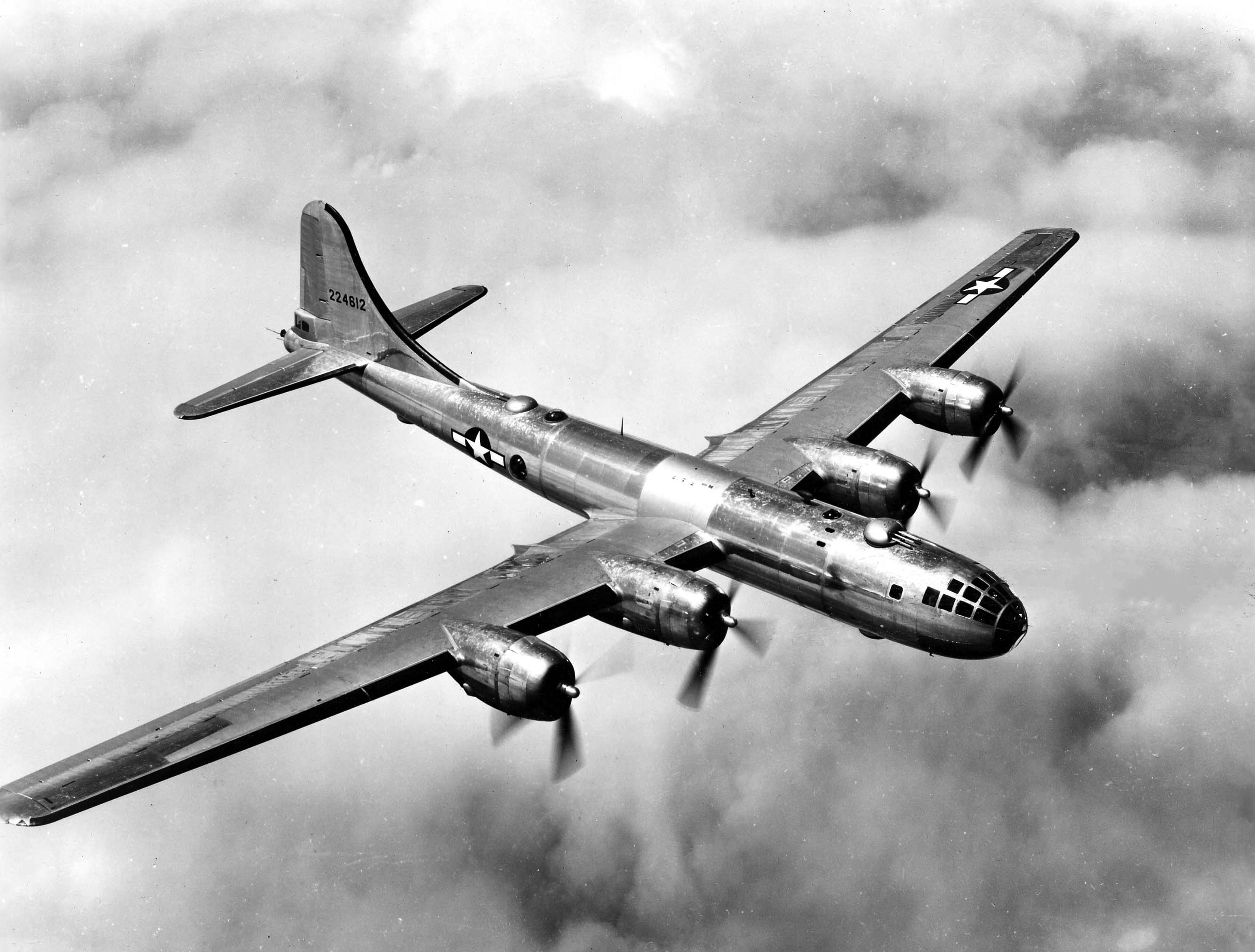
Một chiếc B-29 đang bay.

United Press, International News Service và Associated Press đều đưa tin về câu chuyện trên các tờ báo toàn quốc vào ngày 22 tháng 1. Cánh phóng viên thừa biết rằng Đại tá Matthew Thompson của Căn cứ Không quân Offutt từng là hành khách trên chuyến bay; Trong khi Thompson từ chối bình luận và được cho là đang ngủ vào thời điểm đó, trợ lý của ông cho biết đã nhìn thấy chiếc máy bay bí ẩn này.  Trớ trêu thay, Thompson lại tham gia vào cuộc điều tra đang diễn ra của Không quân về "đĩa bay", và nhân cơ hội này để phỏng vấn phi hành đoàn. Báo chí địa phương cho rằng vụ chứng kiến này có thể là ảo ảnh quang học.
Tháng 6 năm 1951, tạp chí Flying đã xuất bản bài tường thuật trực tiếp về vụ chứng kiến của Vinter. Aviation Week cũng đưa tin về vụ này. Năm sau, vụ việc được đưa tin trên tạp chí Life, tạp chí được nhiều người đọc nhất cả nước lúc bấy giờ.

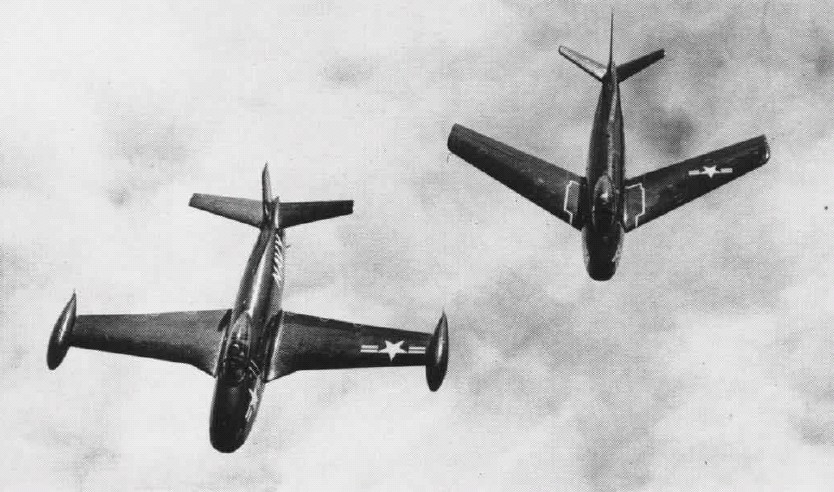
Một chiếc FJ-1 cánh thẳng của Bắc Mỹ bay cạnh một chiếc FJ-2 cánh xuôi năm 1952.

Phản ứng của Không quân Mỹ đối với vụ việc đã được trình bày chi tiết trong cuốn sách năm 1956 của trưởng nhóm Dự án Blue Book là Edward J. Ruppelt.    Ruppelt kể lại rằng một điều tra viên từ bên Không quân cuối cùng cho rằng việc nhìn thấy một chiếc B-36 đang ở trong khu vực Sioux City vào thời điểm đó, mặc dù Ruppelt bày tỏ sự hoài nghi, nói rằng "không cần phải là chuyên gia mới thấy rằng một chiếc B-36, ngay cả một chiếc được điều khiển bởi một tên ngốc có kinh nghiệm, cũng không thể làm được những gì UFO đã làm - làm rung chuyển một chiếc DC-3 đang trong tình trạng giao thông ở sân bay". Năm 1968, lời điều trần trước Quốc hội của nhà vật lý và nghiên cứu UFO James E. McDonald bao gồm cuộc thảo luận về biến cố năm 1951, kết luận "[Phi công phụ] Bachmeier đã nói với tôi rằng, vào thời điểm đó, ông ấy cảm thấy đó phải là một loại thiết bị bí mật nào đó, nhưng, suốt 17 năm sau, chúng tôi chưa từng nghe nói đến bất kỳ loại máy bay nào có thể đảo ngược hướng tức thời". Báo chí địa phương có kể lại vụ việc năm 1965 và 1969.
Trong cuốn hồi ký năm 2010 của mình, người yêu thích UFO James W. Moseley đã nhớ lại vụ việc và các cuộc phỏng vấn sau đó của ông với các nhân chứng. Năm 2021, nhà báo Ralph Blumenthal đã trình bày chi tiết biến cố này trong cuốn tiểu sử của ông viết về bác sĩ tâm thần và nhà nghiên cứu "trải nghiệm hiện tượng người ngoài hành tinh bắt cóc" John E. Mack.